# Sosnivka, Hluhiv
Sosnivka (în ucraineană Соснівка) este localitatea de reședință a comunei Sosnivka din raionul Hluhiv, regiunea Sumî, Ucraina.

## Demografie
Componența lingvistică a localității Sosnivka
     Rusă (58,97%)
     Ucraineană (40,43%)
     Alte limbi (0,46%)
Conform recensământului din 2001, majoritatea populației localității Sosnivka era vorbitoare de rusă (58,97%), existând în minoritate și vorbitori de ucraineană (40,43%).